# Alberto de Serpa
Alberto de Serpa Esteves de Oliveira (Porto, 12 de Dezembro de 1906 - 8 de Outubro de 1992) foi um poeta português.

## Biografia
Alberto de Serpa frequentou a Faculdade de Direito da Universidade de Coimbra entre 1923 e 1926. Após regressar ao Porto foi empregado de comércio e de escritório e tornou-se posteriormente um profissional de seguros. Em 1936 esteve preso por motivos políticos. Mais tarde colaborou com a revista Presença e fundou, com Vitorino Nemésio, a Revista de Portugal exercendo em ambas o cargo de secretário. Colaborou na revista de cinema Movimento   (1933-1934), na revista Prisma  (1936-1941) e ainda com várias revistas e jornais brasileiros.

## Obras
Publicou novelas, ensaios e poesia sendo esta última caracterizada por ter o condão de revelar o lirismo do quotidiano, recebendo até o "cognome" de Primeiro Poeta Português de Poesia Livre.
Com José Régio co-autorou as antologias Poesia de Amor e Na Mão de Deus, publicando 3 volumes de poesia póstuma do seu amigo e colega das letras.

## Obras publicadas

### Ensaios
- 1948 - Vida, Poesias e Males de António Nobre
- 1952 - Poetas… Poetas…

### Novela
- 1923 - Saudades do Mar

### Poesia
- 1924 - Quadros
- 1924 - Evoé
- 1934 - Varanda
- 1934 - Descrição
- 1935 - Vinte Poemas da Noite
- 1940 - A Vida É o Dia de Hoje
- 1940 - Lisboa é Longe
- 1940 - Drama, Poemas de Paz e da Guerra
- 1943 - Fonte
- 1944 - Poesia
- 1945 - Nocturnos
- 1948 - Rua
- 1952 - Pregão
- 1952 - Vê Se Vês Terras de Espanha
- 1958 - Os Versos Secretos